# Бенісуера
Бенісуера (ісп. Benisuera (офіційна назва), валенс. Benissuera) — муніципалітет в Іспанії, у складі автономної спільноти Валенсія, у провінції Валенсія. Населення — 200 осіб (2010).

## Географія
Муніципалітет розташований на відстані близько 320 км на південний схід від Мадрида, 65 км на південь від Валенсії.

## Демографія
Динаміка населення (INE ):

## Галерея зображень

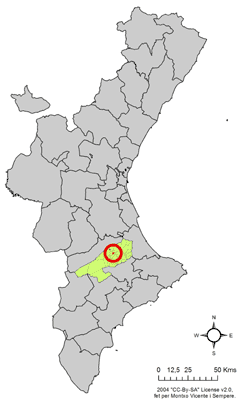
Розташування муніципалітету Бенісуера у автономній спільноті Валенсія
Розташування муніципалітету Бенісуера у комарці Вальє-де-Альбайда